# William Roberto Cereja
William Roberto Cereja é um professor e escritor brasileiro.

## Biografia
Professor graduado em Português e Linguística e licenciado em Português pela Universidade de São Paulo (USP), Mestre em Teoria Literária pela Universidade de São Paulo (USP), doutor em Linguística Aplicada pela PUC-SP, além de professor da rede particular de ensino em São Paulo e autor de obras didáticas.

## Obras do autor
- Gramática: texto, reflexão e uso (volume único para o ensino fundamental)[1]

## Trabalhos e prêmios
- Prêmio Jabuti de Literatura de 1999, categoria: "Didático de 1º e 2º grau", junto com Thereza Cochar Magalhães, pela obra "Gramática – Texto, reflexão e uso".[1]